# 23852 Laurierumker
23852 Laurierumker este un asteroid din centura principală de asteroizi.

## Descriere
23852 Laurierumker este un asteroid din centura principală de asteroizi. A fost descoperit pe 14 septembrie 1998 la Socorro, New Mexico, în cadrul proiectului LINEAR. Asteroidul prezintă o orbită caracterizată de o semiaxă mare de 2,88 ua, o excentricitate de 0,05 și o înclinație de 1,7° în raport cu ecliptica.